# Élections législatives de 1973 dans le Nord
Les élections législatives françaises de 1973 se déroulent les 4 et 11 mars 1973. Dans le département du Nord, vingt-trois députés sont à élire dans le cadre de vingt-trois circonscriptions.

## Élus
| Circonscription | Député sortant                                         | Parti | Parti | Député élu ou réélu | Parti | Parti |
| --------------- | ------------------------------------------------------ | ----- | ----- | ------------------- | ----- | ----- |
| 1re             | Gabriel Vancalster suppléant de François-Xavier Ortoli |       | UDR   | Norbert Ségard      |       | UDR   |
| 2e              | Hubert Rochet suppléant de Pierre Billecocq            |       | UDR   | Pierre Mauroy       |       | PS    |
| 3e              | Alain Le Marc'hadour suppléant de Liévin Danel         |       | UDR   | Pierre Billecocq    |       | UDR   |
| 4e              | Robert Menu                                            |       | UDR   | Arthur Cornette     |       | PS    |
| 5e              | Arthur Notebart                                        |       | PS    | Arthur Notebart     |       | PS    |
| 6e              | Robert Vandelanoitte                                   |       | UDR   | André Laurent       |       | PS    |
| 7e              | Joseph Frys                                            |       | UDR   | André Desmulliez    |       | PS    |
| 8e              | Pierre Herman                                          |       | UDR   | Léonce Clérambeaux  |       | PS    |
| 9e              | Henri Blary                                            |       | UDR   | Henri Blary         |       | UDR   |
| 10e             | Adrien Verkindère suppléant de Maurice Schumann        |       | UDR   | Gérard Haesebroeck  |       | PS    |
| 11e             | Albert Denvers                                         |       | PS    | Albert Denvers      |       | PS    |
| 12e             | Maurice Cornette                                       |       | UDR   | Maurice Cornette    |       | UDR   |
| 13e             | Auguste Damette                                        |       | UDR   | Auguste Damette     |       | UDR   |
| 14e             | Émile Roger                                            |       | PCF   | Émile Roger         |       | PCF   |
| 15e             | Arthur Ramette                                         |       | PCF   | Georges Hage        |       | PCF   |
| 16e             | Raymond Gernez                                         |       | PS    | Jacques Legendre    |       | UDR   |
| 17e             | Jean Durieux                                           |       | RI    | Jean Durieux        |       | RI    |
| 18e             | Georges Bustin                                         |       | PCF   | Georges Bustin      |       | PCF   |
| 19e             | Arthur Musmeaux                                        |       | PCF   | Georges Donnez      |       | MDSF  |
| 20e             | Henri Fiévez                                           |       | PCF   | Gustave Ansart      |       | PCF   |
| 21e             | Arthur Moulin                                          |       | UDR   | Charles Naveau      |       | PS    |
| 22e             | Bernard Lebas                                          |       | UDR   | Albert Maton        |       | PCF   |
| 23e             | Alban Voisin                                           |       | UDR   | Didier Eloy         |       | PCF   |

## Résultats

### Résultats à l'échelle du département
| Parti                 | Parti                                       | Premier tour | Premier tour | Second tour | Second tour | Sièges |
| Parti                 | Parti                                       | Voix         | %            | Voix        | %           | Sièges |
| --------------------- | ------------------------------------------- | ------------ | ------------ | ----------- | ----------- | ------ |
|                       | Parti communiste français                   | 296 126      | 25,60        | 244 508     | 21,19       | 6      |
|                       | Parti socialiste                            | 285 088      | 24,65        | 345 771     | 29,97       | 9      |
|                       | Parti socialiste unifié                     | 9 357        | 0,81         |             |             | 0      |
|                       | Union de la gauche                          | 590 571      | 51,06        | 590 279     | 51,16       | 15     |
|                       |                                             |              |              |             |             |        |
|                       | Union des démocrates pour la République     | 289 262      | 25,01        | 409 991     | 35,54       | 6      |
|                       | Divers droite                               | 92 760       | 8,02         | 63 199      | 5,48        | 0      |
|                       | Républicains indépendants                   | 29 845       | 2,58         | 41 912      | 3,63        | 1      |
|                       | Centre démocratie et progrès                | 5 856        | 0,51         |             |             | 0      |
|                       | Union des républicains de progrès           | 417 723      | 36,12        | 515 102     | 44,65       | 7      |
|                       |                                             |              |              |             |             |        |
|                       | Mouvement réformateur                       | 109 259      | 9,45         | 48 300      | 4,19        | 1      |
|                       | Extrême gauche                              | 18 373       | 1,59         |             |             | 0      |
|                       | Centre national des indépendants et paysans | 15 467       | 1,34         | 0           |             |        |
|                       | Front national                              | 4 652        | 0,40         | 0           |             |        |
|                       | Gaullistes d'opposition                     | 507          | 0,04         | 0           |             |        |
|                       |                                             |              |              |             |             |        |
| Inscrits              | Inscrits                                    | 1 377 464    | 100,00       | 1 377 458   | 100,00      | 23     |
| Abstentions           | Abstentions                                 | 195 690      | 14,21        | 190 509     | 13,83       |        |
| Votants               | Votants                                     | 1 181 774    | 85,79        | 1 186 949   | 86,17       |        |
| Blancs et nuls        | Blancs et nuls                              | 25 222       | 2,13         | 33 268      | 2,8         |        |
| Exprimés              | Exprimés                                    | 1 156 552    | 97,87        | 1 153 681   | 97,2        |        |
| Source : Data.gouv.fr |                                             |              |              |             |             |        |

### Résultats par circonscription

#### Première circonscription (Lille-Centre)
| Candidat       | Candidat           | Parti          | Premier tour | Premier tour | Second tour | Second tour |  |
| Candidat       | Candidat           | Parti          | Voix         | %            | Voix        | %           |  |
| -------------- | ------------------ | -------------- | ------------ | ------------ | ----------- | ----------- |  |
|                | Norbert Ségard élu | UDR (URP)      | 14 461       | 38,03        | 22 687      | 59,96       |  |
|                | Christian Burie    | PS (UGSD)      | 6 995        | 18,4         | 15 149      | 40,04       |  |
|                | Jacques Estager    | PCF            | 5 711        | 15,02        | Retrait     | Retrait     |  |
|                | Gustave Rombaut    | CNIP (MR)      | 5 279        | 13,88        | Retrait     | Retrait     |  |
|                | Bernard Gorrissen  | Divers droite  | 3 744        | 9,85         |             |             |  |
|                | Gérard Herbaut     | LO             | 1 027        | 2,7          |             |             |  |
|                | Daniel Fillebeen   | PSU            | 808          | 2,12         |             |             |  |
|                |                    |                |              |              |             |             |  |
| Inscrits       | Inscrits           | Inscrits       | 47 187       | 100,00       | 47 187      | 100,00      |  |
| Abstentions    | Abstentions        | Abstentions    | 8 157        | 17,29        | 8 087       | 17,14       |  |
| Votants        | Votants            | Votants        | 39 030       | 82,71        | 39 100      | 82,86       |  |
| Blancs et nuls | Blancs et nuls     | Blancs et nuls | 1 005        | 2,57         | 1 264       | 3,23        |  |
| Exprimés       | Exprimés           | Exprimés       | 38 025       | 97,43        | 37 836      | 96,77       |  |

#### Deuxième circonscription (Lille-Sud)
| Candidat       | Candidat              | Parti          | Premier tour | Premier tour | Second tour | Second tour |  |
| Candidat       | Candidat              | Parti          | Voix         | %            | Voix        | %           |  |
| -------------- | --------------------- | -------------- | ------------ | ------------ | ----------- | ----------- |  |
|                | Pierre Mauroy élu     | PS (UGSD)      | 12 610       | 34,08        | 20 027      | 53,69       |  |
|                | Hubert Rochet sortant | UDR (URP)      | 8 161        | 22,06        | 13 594      | 36,44       |  |
|                | Albert de Bosschère   | PCF            | 6 163        | 16,66        | Retrait     | Retrait     |  |
|                | Claude Catesson       | Rad (MR)       | 5 023        | 13,58        | 3 680       | 9,87        |  |
|                | Brigitte Loez         | Divers droite  | 3 036        | 8,21         |             |             |  |
|                | François Panen        | PSU            | 631          | 1,71         |             |             |  |
|                | Hippolyte de Bucq     | Divers droite  | 558          | 1,51         |             |             |  |
|                | Nicolas Bénies        | LCR            | 483          | 1,31         |             |             |  |
|                | Axel Doat             | FN             | 335          | 0,91         |             |             |  |
|                |                       |                |              |              |             |             |  |
| Inscrits       | Inscrits              | Inscrits       | 49 016       | 100,00       | 49 016      | 100,00      |  |
| Abstentions    | Abstentions           | Abstentions    | 11 104       | 22,65        | 10 962      | 22,36       |  |
| Votants        | Votants               | Votants        | 37 912       | 77,35        | 38 054      | 77,64       |  |
| Blancs et nuls | Blancs et nuls        | Blancs et nuls | 912          | 2,41         | 753         | 1,98        |  |
| Exprimés       | Exprimés              | Exprimés       | 37 000       | 97,59        | 37 301      | 98,02       |  |

#### Troisième circonscription (Lille-Nord)
| Candidat       | Candidat             | Parti          | Premier tour | Premier tour | Second tour | Second tour |  |
| Candidat       | Candidat             | Parti          | Voix         | %            | Voix        | %           |  |
| -------------- | -------------------- | -------------- | ------------ | ------------ | ----------- | ----------- |  |
|                | Pierre Billecocq élu | UDR (URP)      | 12 019       | 33,19        | 19 749      | 54,68       |  |
|                | Gérard Thiéffry      | PS (UGSD)      | 6 851        | 18,92        | 16 369      | 45,32       |  |
|                | Alain Bocquet        | PCF            | 6 383        | 17,63        | Retrait     | Retrait     |  |
|                | Claude Vouters       | CD (MR)        | 5 367        | 14,82        | Retrait     | Retrait     |  |
|                | Pierre Brognard      | Divers droite  | 2 598        | 7,17         |             |             |  |
|                | Alphonse Dedès       | Divers droite  | 857          | 2,37         |             |             |  |
|                | René Ourdouillie     | LO             | 799          | 2,21         |             |             |  |
|                | Marcelle Minet       | PSU            | 795          | 2,2          |             |             |  |
|                | Jean-Loup Fontaine   | OCT            | 541          | 1,49         |             |             |  |
|                |                      |                |              |              |             |             |  |
| Inscrits       | Inscrits             | Inscrits       | 46 077       | 100,00       | 46 083      | 100,00      |  |
| Abstentions    | Abstentions          | Abstentions    | 8 994        | 19,52        | 8 811       | 19,12       |  |
| Votants        | Votants              | Votants        | 37 083       | 80,48        | 37 272      | 80,88       |  |
| Blancs et nuls | Blancs et nuls       | Blancs et nuls | 873          | 2,35         | 1 154       | 3,1         |  |
| Exprimés       | Exprimés             | Exprimés       | 36 210       | 97,65        | 36 118      | 96,9        |  |

#### Quatrième circonscription (Lille-Est)
| Candidat       | Candidat            | Parti          | Premier tour | Premier tour | Second tour | Second tour |  |
| Candidat       | Candidat            | Parti          | Voix         | %            | Voix        | %           |  |
| -------------- | ------------------- | -------------- | ------------ | ------------ | ----------- | ----------- |  |
|                | Robert Menu sortant | UDR (URP)      | 10 686       | 30,53        | 16 093      | 45,89       |  |
|                | Arthur Cornette élu | PS (UGSD)      | 9 515        | 27,18        | 18 978      | 54,11       |  |
|                | Robert Leblond      | PCF            | 7 925        | 22,64        | Retrait     | Retrait     |  |
|                | Raymond Herbaux     | Rad (MR)       | 2 579        | 7,37         |             |             |  |
|                | Didier Schottey     | Divers droite  | 2 188        | 6,25         |             |             |  |
|                | Jean-François Noël  | PSU            | 764          | 2,18         |             |             |  |
|                | Jacques Dumez       | LO             | 759          | 2,17         |             |             |  |
|                | André Cardon        | FN             | 588          | 1,68         |             |             |  |
|                |                     |                |              |              |             |             |  |
| Inscrits       | Inscrits            | Inscrits       | 43 344       | 100,00       | 43 350      | 100,00      |  |
| Abstentions    | Abstentions         | Abstentions    | 7 558        | 17,44        | 7 176       | 16,55       |  |
| Votants        | Votants             | Votants        | 35 786       | 82,56        | 36 174      | 83,45       |  |
| Blancs et nuls | Blancs et nuls      | Blancs et nuls | 782          | 2,19         | 1 103       | 3,05        |  |
| Exprimés       | Exprimés            | Exprimés       | 35 004       | 97,81        | 35 071      | 96,95       |  |

#### Cinquième circonscription (Haubourdin)
| Candidat       | Candidat                      | Parti          | Premier tour | Premier tour | Second tour | Second tour |  |
| Candidat       | Candidat                      | Parti          | Voix         | %            | Voix        | %           |  |
| -------------- | ----------------------------- | -------------- | ------------ | ------------ | ----------- | ----------- |  |
|                | Arthur Notebart sortant réélu | PS (UGSD)      | 21 061       | 40,46        | 31 021      | 60,78       |  |
|                | Georges Brice                 | UDR (URP)      | 14 729       | 28,29        | 20 015      | 39,22       |  |
|                | Georges Vermeersch            | PCF            | 9 418        | 18,09        | Retrait     | Retrait     |  |
|                | Thérèse Vandevannet           | MR             | 5 444        | 10,46        |             |             |  |
|                | Daniel de Spirt               | LO             | 1 405        | 2,7          |             |             |  |
|                |                               |                |              |              |             |             |  |
| Inscrits       | Inscrits                      | Inscrits       | 61 540       | 100,00       | 61 534      | 100,00      |  |
| Abstentions    | Abstentions                   | Abstentions    | 8 316        | 13,51        | 8 861       | 14,4        |  |
| Votants        | Votants                       | Votants        | 53 224       | 86,49        | 52 673      | 85,6        |  |
| Blancs et nuls | Blancs et nuls                | Blancs et nuls | 1 167        | 2,19         | 1 637       | 3,11        |  |
| Exprimés       | Exprimés                      | Exprimés       | 52 057       | 97,81        | 51 036      | 96,89       |  |

#### Sixième circonscription (Seclin)
| Candidat       | Candidat                     | Parti          | Premier tour | Premier tour | Second tour | Second tour |  |
| Candidat       | Candidat                     | Parti          | Voix         | %            | Voix        | %           |  |
| -------------- | ---------------------------- | -------------- | ------------ | ------------ | ----------- | ----------- |  |
|                | Robert Vandelanoitte sortant | UDR (URP)      | 17 560       | 33,43        | 25 136      | 47,3        |  |
|                | André Laurent élu            | PS (UGSD)      | 15 555       | 29,61        | 28 003      | 52,7        |  |
|                | René Gamelin                 | PCF            | 11 780       | 22,43        | Retrait     | Retrait     |  |
|                | Pierre Rohn                  | MR             | 4 480        | 8,53         |             |             |  |
|                | Yann Phelippeau              | Divers droite  | 3 150        | 6            |             |             |  |
|                |                              |                |              |              |             |             |  |
| Inscrits       | Inscrits                     | Inscrits       | 60 515       | 100,00       | 60 507      | 100,00      |  |
| Abstentions    | Abstentions                  | Abstentions    | 6 782        | 11,21        | 6 046       | 9,99        |  |
| Votants        | Votants                      | Votants        | 53 733       | 88,79        | 54 461      | 90,01       |  |
| Blancs et nuls | Blancs et nuls               | Blancs et nuls | 1 208        | 2,25         | 1 322       | 2,43        |  |
| Exprimés       | Exprimés                     | Exprimés       | 52 525       | 97,75        | 53 139      | 97,57       |  |

#### Septième circonscription (Roubaix-Est)
| Candidat       | Candidat             | Parti          | Premier tour | Premier tour | Second tour | Second tour |  |
| Candidat       | Candidat             | Parti          | Voix         | %            | Voix        | %           |  |
| -------------- | -------------------- | -------------- | ------------ | ------------ | ----------- | ----------- |  |
|                | André Desmulliez élu | PS (UGSD)      | 20 198       | 28,43        | 37 237      | 52,42       |  |
|                | Joseph Frys sortant  | UDR (URP)      | 15 382       | 21,65        | 33 800      | 47,58       |  |
|                | Ivan Renar           | PCF            | 12 519       | 17,62        | Retrait     | Retrait     |  |
|                | Jean Desmarets       | CNIP           | 7 899        | 11,12        |             |             |  |
|                | Robert Meunier       | CD (MR)        | 6 054        | 8,52         |             |             |  |
|                | Marcel Lecluse       | CDP            | 5 856        | 8,24         |             |             |  |
|                | Alain Desjardin      | PSU            | 1 641        | 2,31         |             |             |  |
|                | Daniel Demarque      | LO             | 1 498        | 2,11         |             |             |  |
|                |                      |                |              |              |             |             |  |
| Inscrits       | Inscrits             | Inscrits       | 85 015       | 100,00       | 85 013      | 100,00      |  |
| Abstentions    | Abstentions          | Abstentions    | 11 986       | 14,1         | 11 574      | 13,61       |  |
| Votants        | Votants              | Votants        | 73 029       | 85,9         | 73 439      | 86,39       |  |
| Blancs et nuls | Blancs et nuls       | Blancs et nuls | 1 982        | 2,71         | 2 402       | 3,27        |  |
| Exprimés       | Exprimés             | Exprimés       | 71 047       | 97,29        | 71 037      | 96,73       |  |

#### Huitième circonscription (Roubaix-Ouest)
| Candidat       | Candidat               | Parti          | Premier tour | Premier tour | Second tour | Second tour |  |
| Candidat       | Candidat               | Parti          | Voix         | %            | Voix        | %           |  |
| -------------- | ---------------------- | -------------- | ------------ | ------------ | ----------- | ----------- |  |
|                | Pierre Herman sortant  | UDR (URP)      | 15 396       | 32,2         | 20 647      | 42,91       |  |
|                | Léonce Clérambeaux élu | PS (UGSD)      | 13 567       | 28,37        | 23 091      | 47,99       |  |
|                | Joseph Ansart          | PCF            | 8 920        | 18,66        | Retrait     | Retrait     |  |
|                | Jacques Bossut         | CD (MR)        | 5 851        | 12,24        | 4 375       | 9,09        |  |
|                | Daniel Doussot         | Extrême droite | 2 412        | 5,04         |             |             |  |
|                | Françoise Richer       | LO             | 893          | 1,87         |             |             |  |
|                | Yvonne Delmotte        | PSU            | 776          | 1,62         |             |             |  |
|                |                        |                |              |              |             |             |  |
| Inscrits       | Inscrits               | Inscrits       | 57 968       | 100,00       | 57 968      | 100,00      |  |
| Abstentions    | Abstentions            | Abstentions    | 8 927        | 15,4         | 8 811       | 15,2        |  |
| Votants        | Votants                | Votants        | 49 041       | 84,6         | 49 157      | 84,8        |  |
| Blancs et nuls | Blancs et nuls         | Blancs et nuls | 1 226        | 2,5          | 1 044       | 2,12        |  |
| Exprimés       | Exprimés               | Exprimés       | 47 815       | 97,5         | 48 113      | 97,88       |  |

#### Neuvième circonscription (Tourcoing)
| Candidat       | Candidat                  | Parti          | Premier tour | Premier tour | Second tour | Second tour |  |
| Candidat       | Candidat                  | Parti          | Voix         | %            | Voix        | %           |  |
| -------------- | ------------------------- | -------------- | ------------ | ------------ | ----------- | ----------- |  |
|                | Henri Blary sortant réélu | UDR (URP)      | 27 537       | 41,34        | 34 225      | 51,6        |  |
|                | Guy Chatiliez             | PS (UGSD)      | 12 968       | 19,47        | 24 726      | 37,28       |  |
|                | Jacques Coru              | PCF            | 10 404       | 15,62        | Retrait     | Retrait     |  |
|                | Edmond Lehembre           | CD (MR)        | 9 467        | 14,21        | 7 380       | 11,13       |  |
|                | Xavier Depontac           | Divers droite  | 2 486        | 3,73         |             |             |  |
|                | Édouard Motte             | CNIP           | 2 289        | 3,44         |             |             |  |
|                | Jean-Pierre Desquiens     | PSU            | 1 467        | 2,2          |             |             |  |
|                |                           |                |              |              |             |             |  |
| Inscrits       | Inscrits                  | Inscrits       | 78 809       | 100,00       | 78 812      | 100,00      |  |
| Abstentions    | Abstentions               | Abstentions    | 10 553       | 13,39        | 11 112      | 14,1        |  |
| Votants        | Votants                   | Votants        | 68 256       | 86,61        | 67 700      | 85,9        |  |
| Blancs et nuls | Blancs et nuls            | Blancs et nuls | 1 638        | 2,4          | 1 369       | 2,02        |  |
| Exprimés       | Exprimés                  | Exprimés       | 66 618       | 97,6         | 66 331      | 97,98       |  |

#### Dixième circonscription (Armentières)
| Candidat       | Candidat                 | Parti          | Premier tour | Premier tour | Second tour | Second tour |  |
| Candidat       | Candidat                 | Parti          | Voix         | %            | Voix        | %           |  |
| -------------- | ------------------------ | -------------- | ------------ | ------------ | ----------- | ----------- |  |
|                | Maurice Schumann sortant | UDR (URP)      | 24 690       | 38,15        | 32 475      | 49,73       |  |
|                | Gérard Haesebroeck élu   | PS (UGSD)      | 17 549       | 27,12        | 32 833      | 50,27       |  |
|                | Yves Croes               | PCF            | 12 486       | 19,29        | Retrait     | Retrait     |  |
|                | Jacques Houssin          | Divers droite  | 4 856        | 7,5          |             |             |  |
|                | Gérard Vandaele          | CD (MR)        | 3 987        | 6,16         |             |             |  |
|                | Yves Labillois           | FN             | 643          | 0,99         |             |             |  |
|                | Stéphane Van Elslande    | FP             | 507          | 0,78         |             |             |  |
|                |                          |                |              |              |             |             |  |
| Inscrits       | Inscrits                 | Inscrits       | 73 902       | 100,00       | 73 902      | 100,00      |  |
| Abstentions    | Abstentions              | Abstentions    | 7 732        | 10,46        | 7 043       | 9,53        |  |
| Votants        | Votants                  | Votants        | 66 170       | 89,54        | 66 859      | 90,47       |  |
| Blancs et nuls | Blancs et nuls           | Blancs et nuls | 1 452        | 2,19         | 1 551       | 2,32        |  |
| Exprimés       | Exprimés                 | Exprimés       | 64 718       | 97,81        | 65 308      | 97,68       |  |

#### Onzième circonscription (Dunkerque)
| Candidat       | Candidat                     | Parti               | Premier tour | Premier tour | Second tour | Second tour |  |
| Candidat       | Candidat                     | Parti               | Voix         | %            | Voix        | %           |  |
| -------------- | ---------------------------- | ------------------- | ------------ | ------------ | ----------- | ----------- |  |
|                | Albert Denvers sortant réélu | PS (UGSD)           | 29 143       | 36,88        | 44 983      | 57,21       |  |
|                | Claude Prouvoyeur            | Divers droite (URP) | 25 935       | 32,82        | 33 642      | 42,79       |  |
|                | Gérard Ehlers                | PCF                 | 12 917       | 16,35        | Retrait     | Retrait     |  |
|                | Guy Lécluse                  | CD (MR)             | 4 160        | 5,26         |             |             |  |
|                | Bernard Phelippeau           | Divers droite       | 3 349        | 4,24         |             |             |  |
|                | Jean Six                     | LO                  | 2 011        | 2,54         |             |             |  |
|                | Pierre-Jean Baret            | PSU                 | 1 510        | 1,91         |             |             |  |
|                |                              |                     |              |              |             |             |  |
| Inscrits       | Inscrits                     | Inscrits            | 97 790       | 100,00       | 97 774      | 100,00      |  |
| Abstentions    | Abstentions                  | Abstentions         | 17 266       | 17,66        | 17 546      | 17,95       |  |
| Votants        | Votants                      | Votants             | 80 524       | 82,34        | 80 228      | 82,05       |  |
| Blancs et nuls | Blancs et nuls               | Blancs et nuls      | 1 499        | 1,86         | 1 603       | 2           |  |
| Exprimés       | Exprimés                     | Exprimés            | 79 025       | 98,14        | 78 625      | 98          |  |

#### Douzième circonscription (Bergues)
| Candidat       | Candidat                       | Parti          | Premier tour | Premier tour | Second tour | Second tour |  |
| Candidat       | Candidat                       | Parti          | Voix         | %            | Voix        | %           |  |
| -------------- | ------------------------------ | -------------- | ------------ | ------------ | ----------- | ----------- |  |
|                | Maurice Cornette sortant réélu | UDR (URP)      | 16 042       | 43,11        | 21 206      | 57,66       |  |
|                | Jean Varlet                    | PS (UGSD)      | 11 269       | 30,29        | 15 569      | 42,34       |  |
|                | Charles de Clermont-Tonnerre   | MR             | 3 577        | 9,61         |             |             |  |
|                | André Berteloot                | PCF            | 2 863        | 7,69         |             |             |  |
|                | Marc Vandenbeusch              | Divers droite  | 1 884        | 5,06         |             |             |  |
|                | Marius Tillard                 | Divers droite  | 1 574        | 4,23         |             |             |  |
|                |                                |                |              |              |             |             |  |
| Inscrits       | Inscrits                       | Inscrits       | 42 202       | 100,00       | 42 202      | 100,00      |  |
| Abstentions    | Abstentions                    | Abstentions    | 3 963        | 9,39         | 4 297       | 10,18       |  |
| Votants        | Votants                        | Votants        | 38 239       | 90,61        | 37 905      | 89,82       |  |
| Blancs et nuls | Blancs et nuls                 | Blancs et nuls | 1 030        | 2,69         | 1 130       | 2,98        |  |
| Exprimés       | Exprimés                       | Exprimés       | 37 209       | 97,31        | 36 775      | 97,02       |  |

#### Treizième circonscription (Hazebrouck)
| Candidat       | Candidat                      | Parti          | Premier tour | Premier tour | Second tour | Second tour |  |
| Candidat       | Candidat                      | Parti          | Voix         | %            | Voix        | %           |  |
| -------------- | ----------------------------- | -------------- | ------------ | ------------ | ----------- | ----------- |  |
|                | Auguste Damette sortant réélu | UDR (URP)      | 12 406       | 29,13        | 22 514      | 53,23       |  |
|                | Amand Moriss                  | PS (UGSD)      | 10 822       | 25,41        | 19 785      | 46,77       |  |
|                | Robert Devos                  | CD (MR)        | 7 341        | 17,24        | Retrait     | Retrait     |  |
|                | Michel Carbonnier             | PCF            | 5 666        | 13,3         | Retrait     | Retrait     |  |
|                | Jean-François Lherbier        | Divers droite  | 3 875        | 9,1          |             |             |  |
|                | Maurice Bécuwe                | Divers droite  | 2 479        | 5,82         |             |             |  |
|                |                               |                |              |              |             |             |  |
| Inscrits       | Inscrits                      | Inscrits       | 48 815       | 100,00       | 48 818      | 100,00      |  |
| Abstentions    | Abstentions                   | Abstentions    | 5 119        | 10,49        | 5 108       | 10,46       |  |
| Votants        | Votants                       | Votants        | 43 696       | 89,51        | 43 710      | 89,54       |  |
| Blancs et nuls | Blancs et nuls                | Blancs et nuls | 1 107        | 2,53         | 1 411       | 3,23        |  |
| Exprimés       | Exprimés                      | Exprimés       | 42 589       | 97,47        | 42 299      | 96,77       |  |

#### Quatorzième circonscription (Douai-Nord)
| Candidat       | Candidat                  | Parti          | Premier tour | Premier tour | Second tour | Second tour |  |
| Candidat       | Candidat                  | Parti          | Voix         | %            | Voix        | %           |  |
| -------------- | ------------------------- | -------------- | ------------ | ------------ | ----------- | ----------- |  |
|                | Émile Roger sortant réélu | PCF            | 23 965       | 39,1         | 32 188      | 52,13       |  |
|                | Charles Fenain            | Divers droite  | 15 788       | 25,76        | 29 557      | 47,87       |  |
|                | Marc Mercier              | PS (UGSD)      | 9 509        | 15,51        | Retrait     | Retrait     |  |
|                | Marcel Theuriet           | UDR (URP)      | 6 947        | 11,33        |             |             |  |
|                | Gabriel Pochon            | MR             | 2 172        | 3,54         |             |             |  |
|                | Suzanne Blanc             | Divers droite  | 1 913        | 3,12         |             |             |  |
|                | Gérard Chauvin            | LO             | 997          | 1,63         |             |             |  |
|                |                           |                |              |              |             |             |  |
| Inscrits       | Inscrits                  | Inscrits       | 71 872       | 100,00       | 71 871      | 100,00      |  |
| Abstentions    | Abstentions               | Abstentions    | 9 642        | 13,42        | 8 828       | 12,28       |  |
| Votants        | Votants                   | Votants        | 62 230       | 86,58        | 63 043      | 87,72       |  |
| Blancs et nuls | Blancs et nuls            | Blancs et nuls | 939          | 1,51         | 1 298       | 2,06        |  |
| Exprimés       | Exprimés                  | Exprimés       | 61 291       | 98,49        | 61 745      | 97,94       |  |

#### Quinzième circonscription (Douai-Sud)
| Candidat       | Candidat             | Parti          | Premier tour | Premier tour | Second tour | Second tour |  |
| Candidat       | Candidat             | Parti          | Voix         | %            | Voix        | %           |  |
| -------------- | -------------------- | -------------- | ------------ | ------------ | ----------- | ----------- |  |
|                | Georges Hage élu     | PCF            | 23 224       | 44,32        | 30 881      | 59,35       |  |
|                | Émile Messager       | UDR (URP)      | 12 376       | 23,62        | 21 147      | 40,65       |  |
|                | Jean-Pierre Leroy    | PS (UGSD)      | 8 010        | 15,28        | Retrait     | Retrait     |  |
|                | Jacqueline Gourrier  | Divers droite  | 3 850        | 7,35         |             |             |  |
|                | Henri-François Conia | Rad (MR)       | 2 679        | 5,11         |             |             |  |
|                | Jean Guénégan        | LO             | 1 593        | 3,04         |             |             |  |
|                | André Dufraisse      | FN             | 674          | 1,29         |             |             |  |
|                |                      |                |              |              |             |             |  |
| Inscrits       | Inscrits             | Inscrits       | 61 492       | 100,00       | 61 492      | 100,00      |  |
| Abstentions    | Abstentions          | Abstentions    | 7 932        | 12,9         | 7 642       | 12,43       |  |
| Votants        | Votants              | Votants        | 53 560       | 87,1         | 53 850      | 87,57       |  |
| Blancs et nuls | Blancs et nuls       | Blancs et nuls | 1 154        | 2,15         | 1 822       | 3,38        |  |
| Exprimés       | Exprimés             | Exprimés       | 52 406       | 97,85        | 52 028      | 96,62       |  |

#### Seizième circonscription (Cambrai)
| Candidat       | Candidat               | Parti          | Premier tour | Premier tour | Second tour | Second tour |  |
| Candidat       | Candidat               | Parti          | Voix         | %            | Voix        | %           |  |
| -------------- | ---------------------- | -------------- | ------------ | ------------ | ----------- | ----------- |  |
|                | Henri Cary             | PCF            | 15 610       | 29,84        | 25 985      | 49,5        |  |
|                | Raymond Gernez sortant | PS (UGSD)      | 15 130       | 28,92        | Retrait     | Retrait     |  |
|                | Jacques Legendre élu   | UDR (URP)      | 13 259       | 25,35        | 26 507      | 50,5        |  |
|                | Claude Bottin          | MR             | 5 265        | 10,07        |             |             |  |
|                | Danielle Cattelin      | Divers droite  | 1 496        | 2,86         |             |             |  |
|                | Gilbert Claudot        | LO             | 1 548        | 2,96         |             |             |  |
|                |                        |                |              |              |             |             |  |
| Inscrits       | Inscrits               | Inscrits       | 62 334       | 100,00       | 62 333      | 100,00      |  |
| Abstentions    | Abstentions            | Abstentions    | 8 837        | 14,18        | 7 808       | 12,53       |  |
| Votants        | Votants                | Votants        | 53 497       | 85,82        | 54 525      | 87,47       |  |
| Blancs et nuls | Blancs et nuls         | Blancs et nuls | 1 189        | 2,22         | 2 033       | 3,73        |  |
| Exprimés       | Exprimés               | Exprimés       | 52 308       | 97,78        | 52 492      | 96,27       |  |

#### Dix-septième circonscription (Le Cateau-Cambrésis)
| Candidat       | Candidat                   | Parti          | Premier tour | Premier tour | Second tour | Second tour |  |
| Candidat       | Candidat                   | Parti          | Voix         | %            | Voix        | %           |  |
| -------------- | -------------------------- | -------------- | ------------ | ------------ | ----------- | ----------- |  |
|                | Jean Durieux sortant réélu | RI (URP)       | 15 307       | 38,88        | 21 123      | 53,34       |  |
|                | Paul Leloir                | PCF            | 11 630       | 29,54        | 18 477      | 46,66       |  |
|                | Henri Lefebvre             | PS (UGSD)      | 9 784        | 24,85        | Retrait     | Retrait     |  |
|                | Michel Senez               | CD (MR)        | 2 371        | 6,02         |             |             |  |
|                | Jean-Claude Bocquet        | Divers droite  | 277          | 0,7          |             |             |  |
|                |                            |                |              |              |             |             |  |
| Inscrits       | Inscrits                   | Inscrits       | 45 031       | 100,00       | 45 054      | 100,00      |  |
| Abstentions    | Abstentions                | Abstentions    | 4 936        | 10,96        | 4 144       | 9,2         |  |
| Votants        | Votants                    | Votants        | 40 095       | 89,04        | 40 910      | 90,8        |  |
| Blancs et nuls | Blancs et nuls             | Blancs et nuls | 726          | 1,81         | 1 310       | 3,2         |  |
| Exprimés       | Exprimés                   | Exprimés       | 39 369       | 98,19        | 39 600      | 96,8        |  |

#### Dix-huitième circonscription (Valenciennes-Est)
| Candidat       | Candidat                     | Parti          | Premier tour | Premier tour | Second tour | Second tour |  |
| Candidat       | Candidat                     | Parti          | Voix         | %            | Voix        | %           |  |
| -------------- | ---------------------------- | -------------- | ------------ | ------------ | ----------- | ----------- |  |
|                | Georges Bustin sortant réélu | PCF            | 20 639       | 43,89        | 25 828      | 55,4        |  |
|                | Bernard Vinstock             | RI (URP)       | 14 538       | 30,92        | 20 789      | 44,6        |  |
|                | Jean-Claude Dumez            | PS (UGSD)      | 5 639        | 11,99        |             |             |  |
|                | Michel Ronfard               | MR             | 3 114        | 6,62         |             |             |  |
|                | Roger Lepée                  | Divers droite  | 2 206        | 4,69         |             |             |  |
|                | Claude Riu                   | LO             | 884          | 1,88         |             |             |  |
|                |                              |                |              |              |             |             |  |
| Inscrits       | Inscrits                     | Inscrits       | 56 594       | 100,00       | 56 589      | 100,00      |  |
| Abstentions    | Abstentions                  | Abstentions    | 8 606        | 15,21        | 8 500       | 15,02       |  |
| Votants        | Votants                      | Votants        | 47 988       | 84,79        | 48 089      | 84,98       |  |
| Blancs et nuls | Blancs et nuls               | Blancs et nuls | 968          | 2,02         | 1 472       | 3,06        |  |
| Exprimés       | Exprimés                     | Exprimés       | 47 020       | 97,98        | 46 617      | 96,94       |  |

#### Dix-neuvième circonscription (Valenciennes-Nord)
| Candidat       | Candidat               | Parti          | Premier tour | Premier tour | Second tour | Second tour |  |
| Candidat       | Candidat               | Parti          | Voix         | %            | Voix        | %           |  |
| -------------- | ---------------------- | -------------- | ------------ | ------------ | ----------- | ----------- |  |
|                | Lily Lefebvre-Musmeaux | PCF            | 22 412       | 36,26        | 29 193      | 47,04       |  |
|                | Georges Donnez élu     | MDSF (MR)      | 18 023       | 29,16        | 32 865      | 52,96       |  |
|                | Gilbert Leroy          | UDR (URP)      | 11 304       | 18,29        | Retrait     | Retrait     |  |
|                | Robert Coutant         | PS (UGSD)      | 7 115        | 11,51        |             |             |  |
|                | M. Minet               | Divers droite  | 1 670        | 2,7          |             |             |  |
|                | Gérard Grugier         | LO             | 1 287        | 2,08         |             |             |  |
|                |                        |                |              |              |             |             |  |
| Inscrits       | Inscrits               | Inscrits       | 74 424       | 100,00       | 74 431      | 100,00      |  |
| Abstentions    | Abstentions            | Abstentions    | 11 545       | 15,51        | 10 954      | 14,72       |  |
| Votants        | Votants                | Votants        | 62 879       | 84,49        | 63 477      | 85,28       |  |
| Blancs et nuls | Blancs et nuls         | Blancs et nuls | 1 068        | 1,7          | 1 419       | 2,24        |  |
| Exprimés       | Exprimés               | Exprimés       | 61 811       | 98,3         | 62 058      | 97,76       |  |

#### Vingtième circonscription (Denain)
| Candidat       | Candidat           | Parti          | Premier tour | Premier tour | Second tour | Second tour |  |
| Candidat       | Candidat           | Parti          | Voix         | %            | Voix        | %           |  |
| -------------- | ------------------ | -------------- | ------------ | ------------ | ----------- | ----------- |  |
|                | Gustave Ansart élu | PCF            | 28 605       | 45,84        | 37 920      | 62,91       |  |
|                | Julien Huart       | UDR (URP)      | 14 769       | 23,67        | 22 360      | 37,09       |  |
|                | Olivier Mouton     | PS (UGSD)      | 13 295       | 21,3         | Retrait     | Retrait     |  |
|                | Jean Bertieaux     | MDSF (MR)      | 3 727        | 5,97         |             |             |  |
|                | Nicole Auguste     | LO             | 2 008        | 3,22         |             |             |  |
|                |                    |                |              |              |             |             |  |
| Inscrits       | Inscrits           | Inscrits       | 72 701       | 100,00       | 72 691      | 100,00      |  |
| Abstentions    | Abstentions        | Abstentions    | 9 077        | 12,49        | 9 895       | 13,61       |  |
| Votants        | Votants            | Votants        | 63 624       | 87,51        | 62 796      | 86,39       |  |
| Blancs et nuls | Blancs et nuls     | Blancs et nuls | 1 220        | 1,92         | 2 516       | 4,01        |  |
| Exprimés       | Exprimés           | Exprimés       | 62 404       | 98,08        | 60 280      | 95,99       |  |

#### Vingt-et-unième circonscription (Avesnes-sur-Helpe)
| Candidat       | Candidat              | Parti          | Premier tour | Premier tour | Second tour | Second tour |  |
| Candidat       | Candidat              | Parti          | Voix         | %            | Voix        | %           |  |
| -------------- | --------------------- | -------------- | ------------ | ------------ | ----------- | ----------- |  |
|                | Arthur Moulin sortant | UDR (URP)      | 13 118       | 38,99        | 16 147      | 47,29       |  |
|                | Charles Naveau élu    | PS (UGSD)      | 8 932        | 26,55        | 18 000      | 52,71       |  |
|                | Marceau Gauthier      | PCF            | 8 910        | 26,48        | Retrait     | Retrait     |  |
|                | Michel Gerekens       | Rad (MR)       | 2 336        | 6,94         |             |             |  |
|                | Jean-Claude Canoine   | Divers droite  | 350          | 1,04         |             |             |  |
|                |                       |                |              |              |             |             |  |
| Inscrits       | Inscrits              | Inscrits       | 39 478       | 100,00       | 39 476      | 100,00      |  |
| Abstentions    | Abstentions           | Abstentions    | 5 167        | 13,09        | 4 625       | 11,72       |  |
| Votants        | Votants               | Votants        | 34 311       | 86,91        | 34 851      | 88,28       |  |
| Blancs et nuls | Blancs et nuls        | Blancs et nuls | 665          | 1,94         | 704         | 2,02        |  |
| Exprimés       | Exprimés              | Exprimés       | 33 646       | 98,06        | 34 147      | 97,98       |  |

#### Vingt-deuxième circonscription (Maubeuge)
| Candidat       | Candidat              | Parti          | Premier tour | Premier tour | Second tour | Second tour |  |
| Candidat       | Candidat              | Parti          | Voix         | %            | Voix        | %           |  |
| -------------- | --------------------- | -------------- | ------------ | ------------ | ----------- | ----------- |  |
|                | Bernard Lebas sortant | UDR (URP)      | 16 490       | 35,44        | 22 975      | 49,86       |  |
|                | Albert Maton élu      | PCF            | 13 996       | 30,08        | 23 107      | 50,14       |  |
|                | Pierre Forest         | PS (UGSD)      | 11 008       | 23,66        | Retrait     | Retrait     |  |
|                | Bernard Peltier       | CD (MR)        | 2 700        | 5,8          |             |             |  |
|                | Umberto Battist       | PSU            | 965          | 2,07         |             |             |  |
|                | Adolphe Moyniez       | Divers droite  | 732          | 1,57         |             |             |  |
|                | Claude Mouchet        | LO             | 640          | 1,38         |             |             |  |
|                |                       |                |              |              |             |             |  |
| Inscrits       | Inscrits              | Inscrits       | 55 285       | 100,00       | 55 282      | 100,00      |  |
| Abstentions    | Abstentions           | Abstentions    | 8 022        | 14,51        | 7 666       | 13,87       |  |
| Votants        | Votants               | Votants        | 47 263       | 85,49        | 47 616      | 86,13       |  |
| Blancs et nuls | Blancs et nuls        | Blancs et nuls | 732          | 1,55         | 1 534       | 3,22        |  |
| Exprimés       | Exprimés              | Exprimés       | 46 531       | 98,45        | 46 082      | 96,78       |  |

#### Vingtième-troisième circonscription (Le Quesnoy)
| Candidat       | Candidat             | Parti          | Premier tour | Premier tour | Second tour | Second tour |  |
| Candidat       | Candidat             | Parti          | Voix         | %            | Voix        | %           |  |
| -------------- | -------------------- | -------------- | ------------ | ------------ | ----------- | ----------- |  |
|                | Didier Eloy élu      | PCF            | 13 980       | 35,02        | 20 929      | 52,79       |  |
|                | Alban Voisin sortant | UDR (URP)      | 11 930       | 29,88        | 18 714      | 47,21       |  |
|                | Pierre Fatre         | PS (UGSD)      | 8 563        | 21,45        | Retrait     | Retrait     |  |
|                | Jacques Bran         | CD (MR)        | 3 542        | 8,87         |             |             |  |
|                | Alain Carton         | Divers droite  | 1 909        | 4,78         |             |             |  |
|                |                      |                |              |              |             |             |  |
| Inscrits       | Inscrits             | Inscrits       | 46 073       | 100,00       | 46 073      | 100,00      |  |
| Abstentions    | Abstentions          | Abstentions    | 5 469        | 11,87        | 5 013       | 10,88       |  |
| Votants        | Votants              | Votants        | 40 604       | 88,13        | 41 060      | 89,12       |  |
| Blancs et nuls | Blancs et nuls       | Blancs et nuls | 680          | 1,67         | 1 417       | 3,45        |  |
| Exprimés       | Exprimés             | Exprimés       | 39 924       | 98,33        | 39 643      | 96,55       |  |